# Sitka National Historical Park

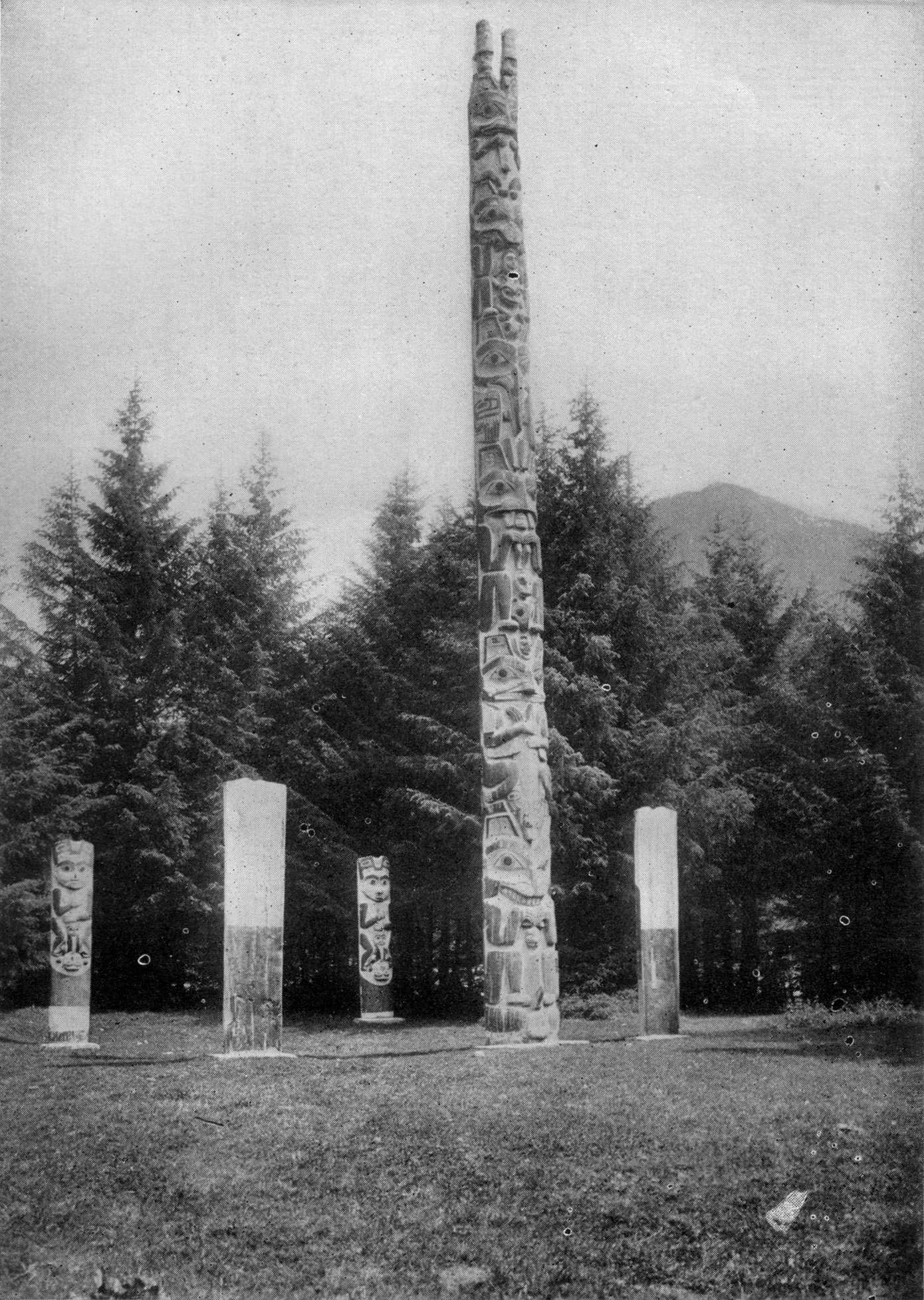
Totemy na obecnym terenie Sitka National Historical Park (1921)

Sitka National Historical Park – obszar chroniony znajdujący się w miejscowości Sitka w amerykańskim stanie Alaska.
Na części obecnych terenów parku Prezydent Stanów Zjednoczonych William Howard Taft utworzył 23 marca 1910 roku pomnik narodowy o nazwie Sitka National Monument. Wiele lat później, 18 października 1972 roku powiększono powierzchnię terenów objętych ochroną i utworzono historyczny park narodowy pod obecną nazwą.
Park zajmuje powierzchnię około 0,45 km². Na jego terenie pod ochroną znajduje się kilkanaście totemów indiańskich, a także zabytkowe budynki z okresu gdy Alaska należała do Rosji. W kolekcji muzeum na jego terenie znajduje się ponad 150 tysięcy eksponatów związanych z tą tematyką.
W 2006 roku park odwiedziło 331 393 turystów.